# (1892) Lucienne
(1892) Lucienne ist ein Asteroid des Hauptgürtels, der am 16. September 1971 vom Schweizer Astronomen Paul Wild, vom Observatorium Zimmerwald der Universität Bern aus, entdeckt wurde.
Der Asteroid ist nach der französischen Astrophysikerin Lucienne Divan benannt.